# Яффе, Мордехай
Мордехай бен-Авраам бен-Иосиф бен-Элиезер бен-Авраам Яффе (ивр. מרדכי יפה‎; 1533, Прага, Богемия, Священная Римская империя — 1612, Познань, Великопольша, Речь Посполитая) из Богемии — чешский раввин, кодификатор, учёный и каббалист.

## Биография
Его отец, раввин Авраам из Праги (а не р. Авраам из Богемии), умер в 1564 году, дал сыну разностороннее образование. Дальнейшее талмудическое образование Яффе получил под руководством раввинов Моисея Иссерлиса и Соломона Лурии, a по каббале — под руководством Маттитии Делакрута.
По возвращении на родину Яффе стал главой Пражской Савв. школы, и занимал этот пост до 1561 года, когда ввиду изгнания евреев из Праги, отправился в Венецию, где занялся изучением астрономии (1561—1571). В 1572 году стал раввином в Гродне, в 1588 году — в Люблине, где становится одним из главных руководителей ваада четырёх стран; затем был раввином в Кременце, a в 1592 году стал главным раввином и ректором школы в Праге. С 1599 года до смерти состоял главным раввином в Познани.

## Талмудист и каббалист
Яффе — выдающийся представитель XVI века, эпохи расцвета талмудической науки и пилпула, когда элементы каббалы и мистицизма все более и более стали овладевать еврейскими умами. Почти все современники Яффе увлекались каббалой, но ни один из них не решился до него внести её элементы в кодификацию галах.
Яффе часто мотивировал то или иное постановление каббалистическими тайнами, вера в которые y него доходит до того, что он признает молитву к десяти сфирот, которую не только талмудисты вообще, но даже впоследствии хасидские вожди считали противоречащей монотеизму и иудаизму, не признающему посредника между Богом и человеком.
Местами Яффе обнаруживал суеверие, которое он вводил в свой кодекс. Хотя уважение его к Маймониду безгранично, но он не принимал во внимание нападок Маймонида на мистицизм, так как «Маймонид впоследствии сам признал каббалу». Яффе следовал, главным образом, испанской каббале, в особенности р. Иосифу Гикатиле и р. Менахему Реканати; на каббалистическое сочинение «Rekanati» Яффе написал комментарий «Левуш Ор Йекарот». Яффе признавал Гилгул (переселение душ), но отвергал утверждение Ари и р. Хаима Витала, что душа человека иногда перевоплощается в растения и минералы.
Яффе увлекался и метафизикой, и точными науками, которые, по его мнению, стоят, однако, гораздо ниже Торы и каббалы, поэтому человеку разрешается заниматься науками лишь после того, как он основательно изучил Талмуд и кодексы. Большое уважение Яффе питал к комментариям Раши (XI век), каждое слово которых заключает эзотерическое и экзотерическое значение.

## Труды
Труды Яффе объединены одним заглавием «Левуш» (намёк на Эсф. 8:15):
- «Lebusch ha-Techelet»,
- «Lebusch ha-Chur»,
- «Lebusch Ateret Zahab»,
- «Lebusch ha-buz we-ha-Argamon»
- «Lebusch Ir Schuschan».

Все эти сочинения Яффе представляют кодекс в порядке Арба Турима; первый обнимает Тур Орах Хаиим до № 242, второй — Тур Орах-Хаиим с № 242 до конца, третий — Тур Иоре-Деа, четвёртый — Тур Эбен ха-Эзер и пятый — Тур Хошен ха-Мишпат. Кодекс Яффе, отличающийся литературными достоинствами, сжатостью и ясностью, по своим качествам стоит гораздо выше «Шулхан аруха» Каро и Рамо, не говоря уже ο том, что каждый закон, каждое правило мотивируется исчерпывающим образом. Тем не менее, кодекс Яффе почти не пользовался популярностью, быть может, из-за элементов каббалы и философии. Первый и второй тома вышли в Люблине в 1590 г., третий том — в Кракове в 1594, 4-й и 5-й тт. — в Кракове в 1598 и 1599 гг. (есть и пражское, и венецианское издания);
- «Lebusch Orah» — комментарий на комментарий Раши к Пятикнижию;
- «Lebusch Simchah» — проповеди;
- «Lebusch Jekarah» — на Реканати;
- «Lebusch Eder ha-Jekar» — o календаре,
- «Lebusch Pinnat Jikrat» — к Маймонидову «Путеводитель растерянных» (Люблин, 1594).

Последние три произведения Яффе носят общее заглавие «Lebusch Or Jekarot».